# Max Seidl
Max Seidl (ur. 1919, zm.?) – zbrodniarz hitlerowski, członek załogi obozu koncentracyjnego Mauthausen-Gusen i SS-Unterscharführer.
Z zawodu robotnik. Członek NSDAP od 1938 i Waffen-SS. Służbę w obozie głównym Mauthausen rozpoczął 9 maja 1939. Seidl sprawował kolejno stanowiska w obozowej administracji, blokowego (Blockführera) i kierownika bloku więziennego. W obozie pozostał do marca 1943, kiedy został wcielony do Wehrmachtu. Przeprowadzał egzekucje przez rozstrzelanie i powieszenie oraz brał udział w morderstwach dokonywanych w komorze gazowej.
Max Seidl został osądzony w dwudziestym procesie załogi Mauthausen-Gusen przed amerykańskim Trybunałem Wojskowym w Dachau. Skazany został za swoje zbrodnie na karę śmierci przez powieszenie. Wyrok zamieniono jednak w akcie łaski na dożywocie.